# Prolasius formicoides
Prolasius formicoides é uma espécie de formiga do gênero Prolasius, pertencente à subfamília Formicinae.